# 萨摩亚公共图书馆
薩摩亞公共圖書館（英語：Samoa Public Library），又稱尼尔森纪念公共图书馆（Nelson Memorial Public Library），是位於大洋洲岛国萨摩亚首都阿皮亚的公立圖書館:1063。由萨摩亚教育、體育及文化部负责管理，除了首都所在的烏波盧島外，该图书馆也在薩瓦伊島设有分馆薩瓦伊公共圖書館。

## 簡介
薩摩亞图书馆始建于1956年，是萨摩亚第一座图书馆，其馆址曾设在阿皮亚市区多個臨時場所，1959年，現今的圖書館大樓落成後，该馆亦於1960年迁入其中。萨摩亚在地富商尼尔森家族捐贈土地，亦承擔了部分建築費用，其餘建築和購書費用則由西薩摩亞託管地政府和紐西蘭政府提供，同時為紀念尼尔森家族成员奥拉夫·弗雷德里克·尼尔森为萨摩亚独立所作的贡献，該圖書館也被重新命名为尼尔森纪念公共图书馆。
薩摩亞公共圖書館典藏图书超过1万册，所藏书籍语言以英语、萨摩亚语为主，並設有美國角、青少年區、太平洋和薩摩亞語藏書區以及參考資料區。该图书馆也为學生提供英語、薩摩亞語和數學等领域的輔導課程。美国驻萨摩亚大使馆也曾为该馆资助提供網際網路連線。2022年，该图书馆实现了馆藏數位化。